# Цизети
Цизети (груз. ციზეთი) — село в Грузии, на территории Сенакского муниципалитета края (мхаре) Самегрело-Верхняя Сванетия.

## География
Село находится в западной части Грузии, к югу от реки Хоби, на расстоянии приблизительно 9 километров (по прямой) к северо-западу от города Сенаки, административного центра муниципалитета. Абсолютная высота — 95 метров над уровнем моря.

## Население
По результатам официальной переписи населения 2014 года в Цизети проживало 259 человек (129 мужчин и 130 женщин). В национальной структуре населения грузины составляли 100 %.
| Год  | Население, человек |
| ---- | ------------------ |
| 2002 | 339                |
| 2014 | ↘ 259              |